# كورتني كوبيتس
كورتني آن كوبيتس كارتر (بالإنجليزية: Courtney Anne Kupets Carter)‏ هي لاعبة جمباز فني أمريكية ولدت في يوم 27 يوليو 1986 في بلدة بيدفورد في تكساس. أبرز إنجازاتها هو فوزها بميداليتين فضية في مسابقة الفرق وبرونزية في مسابقة العمود الغير المستوي في دورة الألعاب الأولمبية الصيفية 2004 في أثينا. كما فازت بميداليتين ذهبيتين في بطولة العالم 2002 و2003.